# 沃特金斯書店

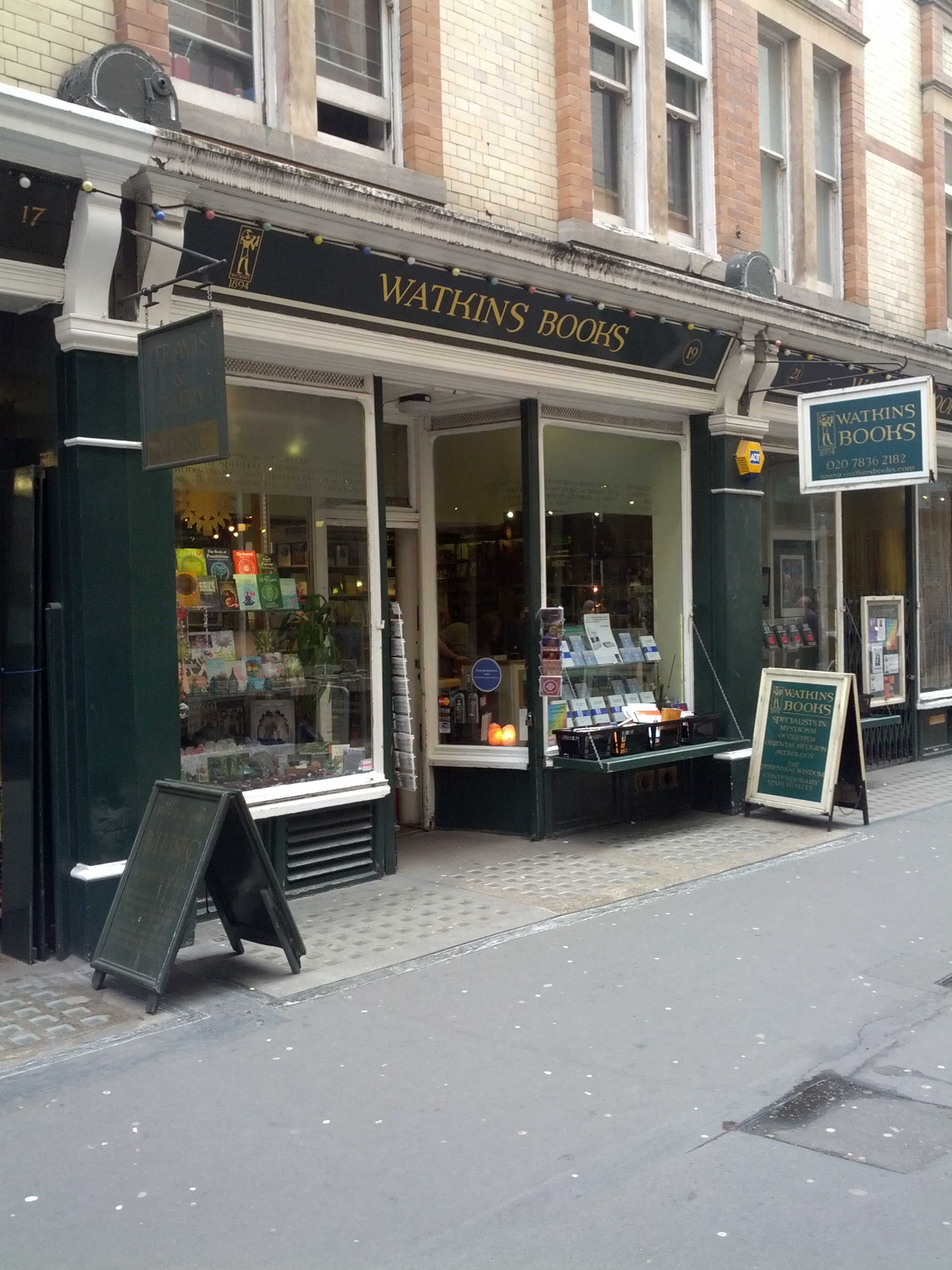
沃特金斯書店

沃特金斯書店（英語：Watkins Books）创建于1893年，位于伦敦市中心，是英国最古老、最大的的独立书店。专营思想、神祕學、東方宗教、當代思潮...等为主题的书，另外也以專門販售秘笈、二手書和古書而闻名。該書店的《沃特金斯评论》(Watkins Review)從2011年開始，每年會发布一百位在世最具精神影响力人物的「世界百大精神人物」排行榜。

## 外部連結
- 沃特金斯書店 （页面存档备份，存于）